# Сборная Боснии и Герцеговины по биатлону
Сборная Боснии и Герцеговины по биатлону — национальная спортивная команда, представляющая Боснию и Герцеговину на различных соревнованиях по биатлону — виде зимнего олимпийского спорта, сочетающая в себе совокупность лыжных гонок и стрельбы из винтовки. Наибольшего успеха спортивная сборная добивается на соревнованиях по летнему биатлону.
На олимпийских играх 2014 года женскую сборную представляла  Таня Каришик. Она участвовала в спринте и заняла 78-е место. В индивидуальной гонке не финишировала.
Мужскую сборную на тех играх никто не представлял.